# Puffinus boydi
A pardela-de-cabo-verde (Puffinus boydi) é uma pequena ave marinha da família Procellariidae, endêmica do arquipélago de Cabo Verde no Oceano Atlântico, a cerca de 570 quilômetros da costa da África ocidental. O seu nome científico homenageia o ornitólogo britânico Arnold Boyd. 
Na revisão de 2021 da lista de aves do Brasil pelo Comitê Brasileiro de Registros Ornitológicos (CBRO), esta espécie foi acrescentada na lista de aves do Brasil, por terem sido rastreados indivíduos com geolocalizadores que utilizaram águas territoriais brasileiras, como a área dos recifes da foz do rio Amazonas até o Rio Grande do Norte.

## Taxonomia
A pardela-de-cabo-verde é por vezes considerada uma subespécie da pardela-pequena (Puffinus assimilis), da pardela-de-asa-larga (Puffinus lherminieri) ou do frulho (Puffinus baroli). Foi demonstrado que ela é sinônimo da extinta Puffinus parvus Shufeldt, de Bermudas.